# 亞斯特魯布納 (布魯西利夫區)
50°17′37″N 29°39′37″E / 50.29361°N 29.66028°E
亞斯特魯布納（烏克蘭語：Яструбна）是位於烏克蘭北部日托米爾州裏日托米爾區的村莊，始建於1611年，面積7.53平方公里，海拔高度184米，2001年人口47，人口密度每平方公里6.24人。